# Zhao Shuli

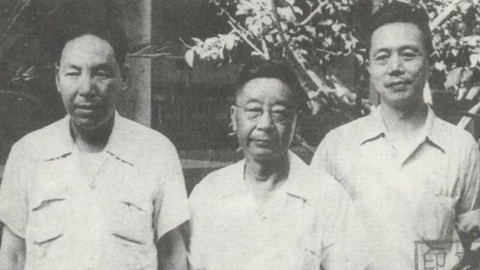
Zhao Shuli, links (1957)

Zhao Shuli (chinesisch 赵树理, Pinyin Zhào Shùlĭ, deutsch auch Dschao Shu-li) (* 24. September 1906; † 23. September 1970) war ein chinesischer Schriftsteller der Republik China und der Volksrepublik China. Der kommunismustreue Schriftsteller wurde in der Kulturrevolution verfolgt und ermordet.

## Biographie
Zhao wurde 1906 im Kreis Qinshui in der nordchinesischen Provinz Shanxi als Sohn eines armen Bauern geboren. 1925–1927 besuchte er eine Lehrerbildungsanstalt, von der er jedoch wegen Teilnahme an der Studentenbewegung verwiesen wurde. Ab 1930 begann er Erzählungen zu verfassen.
Nach kurzer Gefängnishaft war er als Lehrer und Arbeiter tätig, bis er sich 1937 mit Beginn des Krieges gegen Japan als Propagandist und Redakteur einer Armeeeinheit anschloss. Nach der Gründung der Volksrepublik China übte er in Peking höhere Funktionen im Literaturbereich aus.

## Verfolgung und Tod
Während der Kulturrevolution fiel Zhao in Ungnade und starb 1970 an den Folgen schwerer Misshandlungen in Taiyuan. Der Schriftsteller, der als "rot bis auf die Knochen" galt, kam in Isolationshaft und wurde beim Prozess misshandelt, "so dass er sich beim Gehen mit zwei Händen die Brust halten musste, mit gekrümmtem Körper vorwärts wankte, bei jedem Schritt hustend. Als bereits dieses Stadium erreicht war, ergriffen [Angehörige der] revolutionären Fraktion Zhao Shuli, führten ihn an sämtlichen Orten der Provinz [wie einen Verbrecher durch die Straßen] und schmähten ihn. Als sie ihn in Jincheng anprangerten, schlugen und folterten, setzten sie ihn auf eine Plattform, die sie mit drei aufeinandergestapelten Tischen hergerichtet hatten, ließen Zhao Shuli darauf knien und sagten dann zu ihm: „Hast du nicht ‚Verhandlung bei Sanguan’ geschrieben? Dieses Mal lassen wir dich nun zu einer richtigen ‚Verhandlung bei Sanguan’ kommen!“ Als sie das gesagt hatten, versetzten sie ihm von hinten einen Stoß, so dass er ohnmächtig zu Boden fiel und sich wiederum Knochen brach. Danach richtete das Obere Volksgericht der Provinz Shanxi gar einem Befehl folgend eine „Gruppe für den Spezialfall Zhao Shuli“ ein und sperrte ihn ein. In der Zeit der Haft beriefen sie eine „Große Kampfversammlung gegen Zhao“ ein, aber Zhao Shuli konnte schon nicht mehr aufrecht stehen und sich nur mit beiden Ellbogen auf die Tischplatte stützen, der Brust auf der Tischplatte Halt gebend. Fünf Tage nach der Versammlung, am 23. September 1970, stand Zhao Shuli schlussendlich weißer Schaum vor dem Mund, und er starb in der Gefängniszelle."

## Werk
Zhao war einer der Autoren, die eine Literaturauffassung gemäß der Forderungen der Yan’an-Reden vertraten. Zhao eignete sich früh die Techniken mündlicher Erzählkunst an und erreichte so ein breites Publikum. Er begann 1930 mit dem Schreiben von Erzählungen, seine wichtigsten Werke stammen jedoch aus den 40er und 50er Jahren. Am bekanntesten sind seine Erzählungen und Romane, die sich gegen Aberglaube und für freie Eheschließungen einsetzen, wie etwa der Roman Xiao Erhei jiehun (chinesisch 小二黑結婚) („Die Heirat des Xiao Erhei“) von 1943, in dem das traditionelle System des Heiratsarrangements verurteilt wird. Sowohl in diesem Werk als auch in seinem Roman Lijiazhuang de bianqian (chinesisch 李家莊的變遷) („Die Wandlung des Dorfes Lijiazhuang“) von 1945 setzt er sich mit den Veränderungen am Land, die kommunistische Herrschaft positiv-bejahend, auseinander.
Bekannt machte Zhao auch die Wiederbelebung traditioneller chinesischer Gestaltungsformen, wie etwa in Li Youcai banhua (chinesisch 李有才板話) („Die Spruchlieder des Li Youcai“) von 1943, und die Verwendung einer dem Landvolk nahen Sprache. Dies entsprach den ästhetischen Vorgaben Maos aus den Reden von Yan’an, wenn auch nicht genau geklärt ist, ob Mao Einfluss auf Zhaos Stil ausübte oder er sich unabhängig von dessen Vorgaben in diese Richtung entwickelte.
Ein wichtiger Einfluss war wahrscheinlich auch die Strömung chinesischer Dorf- und Heimatprosa, die xiangtu wenxue, die Zhao Shuli als Kopf der sog. „Kartoffelliteraturschule“ weiterentwickelt.

## Übersetzungen
Einige seiner Werke wurden ins Deutsche übersetzt (der Autorname wird getreu der Angabe des Buches wiedergegeben):
- Zhao Shuli: Die Spruchlieder des Yu-tsai. Eine Erzählung aus dem befreiten China. Übersetzt von Joseph Kalmer, Berlin/Ost 1950 bzw. Peking 1951, 109 S.
- Dschao Shu-li: Die Lieder des Li Yü-Ts'ai. Eine Erzählung aus dem heutigen China. Mit einer Einführung von Mao Dun. Übersetzt von Joseph Kalmer. Berlin 1950, 126 S.
- Dschao Shu-li: Die Wandlung des Dorfes Lidjiadschuang. Übersetzt von Tjen Nou, Berlin/Ost 1952, 254 S.

Auch englischsprachige Übersetzungen liegen vor:
- Zhao Shuli: Changes in Li Village. 1953, 224 S. bzw. Intl Law & Taxation Publ 2005.
- Zhao Shuli: Sanjay. Ins Englische übersetzt von Naomi Han. Berlin 2023, 36 S.